# Dique 2 (Puerto Madero)

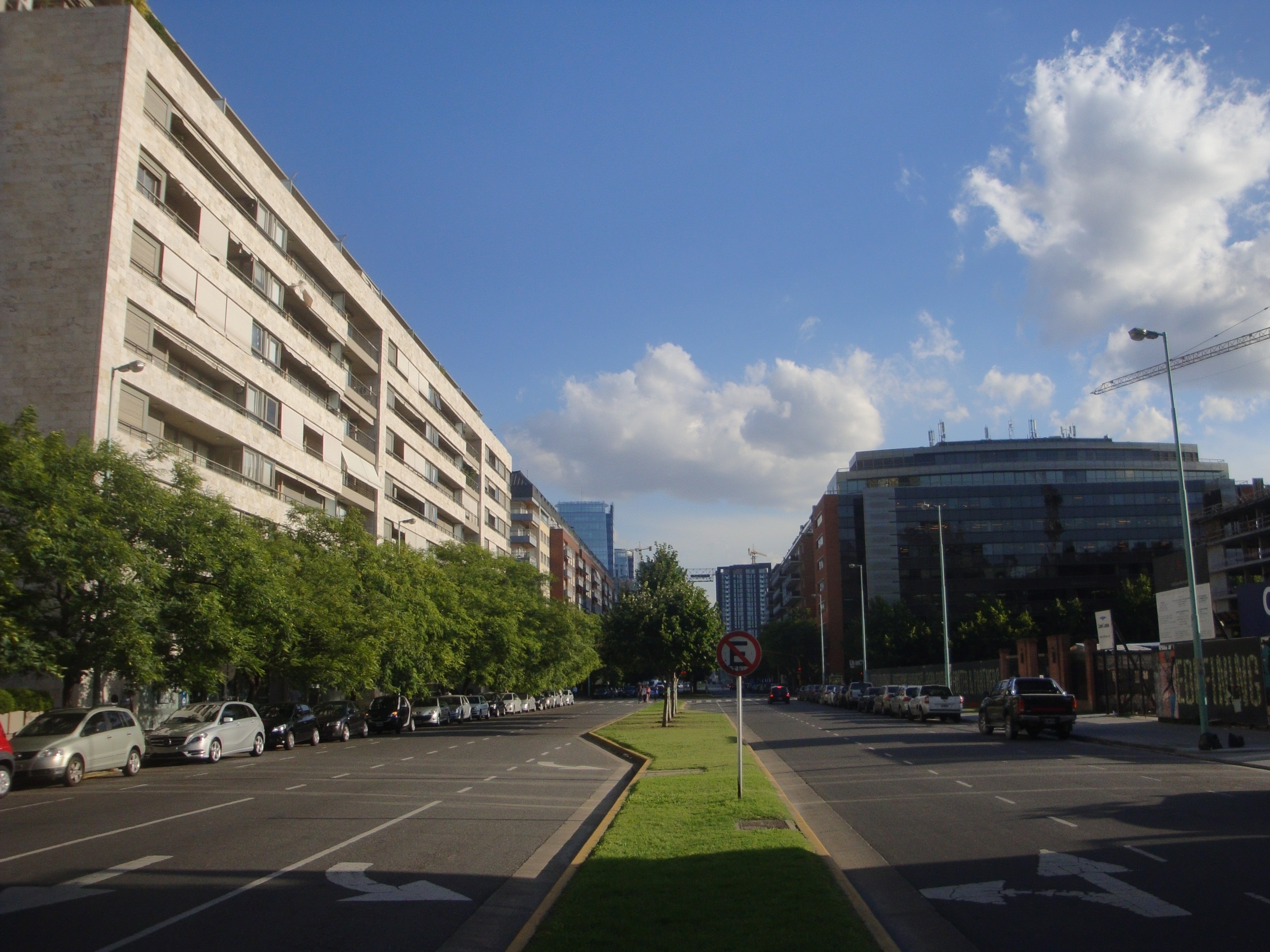
La intersección de las calles Juana Manso y Petrona Eyle.

El Dique 2 de Puerto Madero (Barrio de la Ciudad de Buenos Aires, Argentina) está limitado por los Boulevards Rosario Vera Peñaloza y Azucena Villaflor.

## Complejos

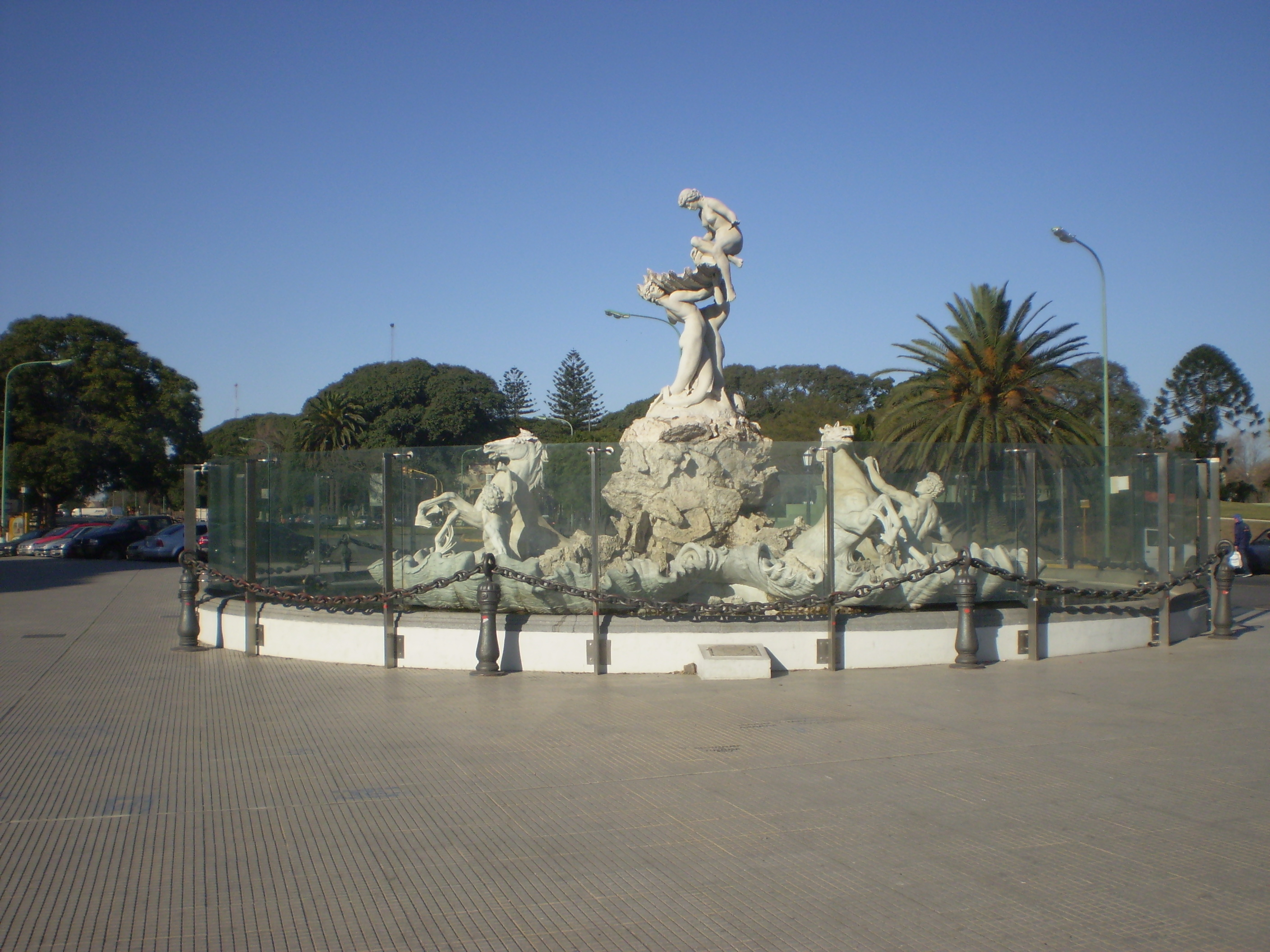
Fuente de las Nereidas en el Dique 2 sobre la Costanera Sur.

### Brisas de Puerto Madero
Un conjunto de cuatro edificios de nueve pisos: uno de oficinas, dos residenciales y un cuarto que funciona como Hotel Madero. Fue proyectado por el estudio Dujovne-Hirsch y Asociados para Gijón S.A.

### Centro Empresarial Puerto
Proyectado por el estudio Peralta Ramos SEPRA, asociado con el estudio Robirosa-Beccar Varela-Pasinato. Integra un edificio de oficinas revestido en placas de granito verde y courtain wall de cristal opaco sobre el Boulevard Azucena Villaflor, con un edificio residencial, sobre la Avenida Juana Manso.

### Madero Plaza
Un conjunto de dos edificios de marcada horizontalidad, que ocupan el perímetro de un terreno único dentro de una manzana rectangular. Integran oficinas y viviendas en una planta baja y ocho pisos, y fueron proyectados por el estudio Aisenson.

## Art District

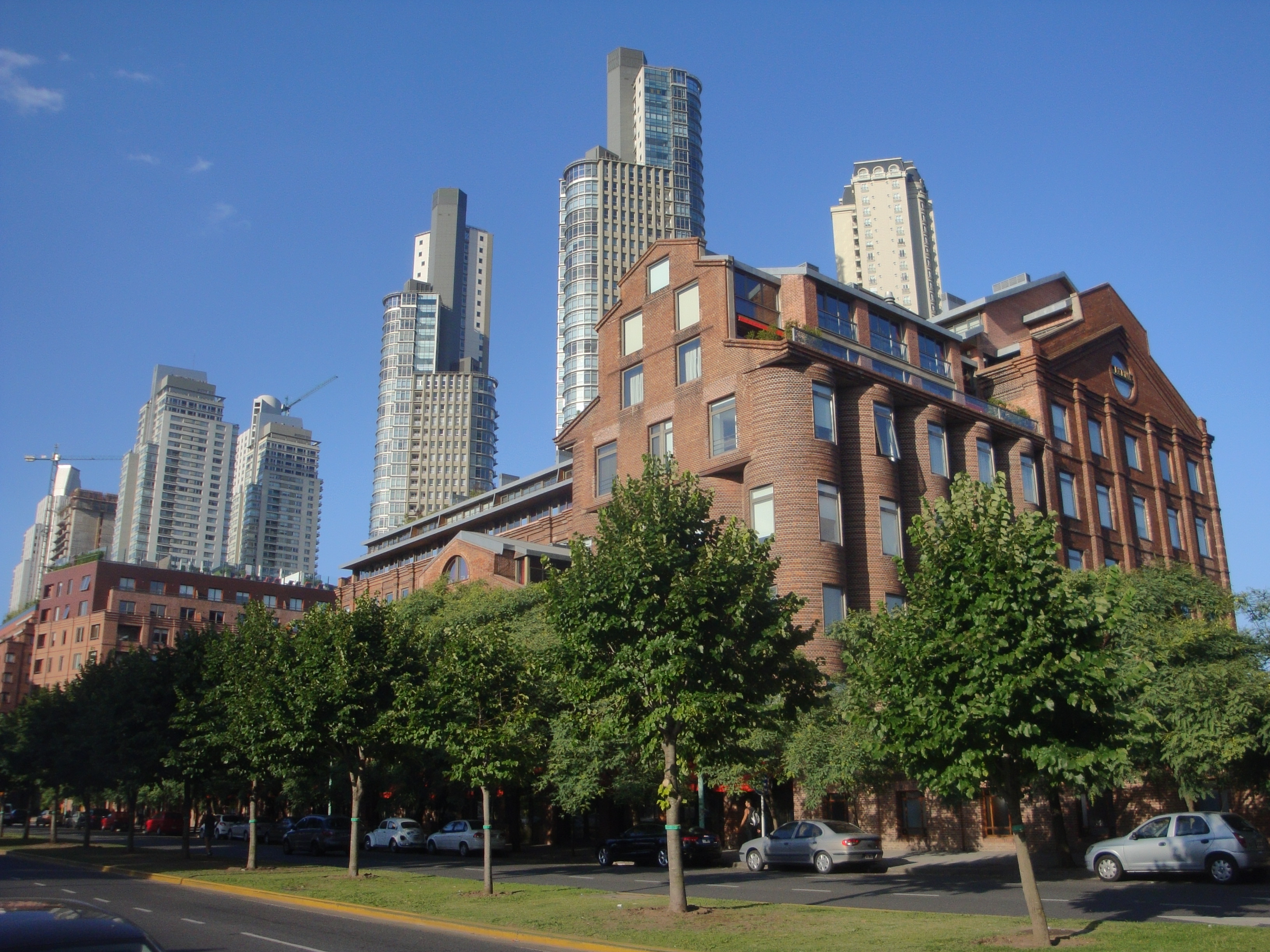
El Hotel Faena Universe, ubicado en Petrona Eyle y Juana Manso.

Proyecto del empresario Alan Faena, constituye un micro-barrio interno de Puerto Madero, que se compone de cuatro emprendimientos de distintas funciones, uno de los cuales se encuentra en el Dique 3 (Los Molinos Building).

### El Porteño Building
Un viejo silo almacenador de granos, construido en 1902 para la compañía agroexportadora Bunge & Born. De ladrillo visto, fue remodelado entre 2002 y transformado en un hotel, espacio para espectáculos y residencias, con diseño de interiores a cargo de Philippe Starck. Una de sus habitaciones supo ser la más costosa de toda América Latina.

### La Porteña Residences
Un conjunto de dos edificios residenciales que comparten con El Porteño Building la característica del ladrillo visto en la fachada. Están situados en la misma manzana del Centro Empresarial Puerto, y en un comienzo formaban parte de ese proyecto.

### Aleph Residences
Encargado por el empresario Alan Faena al starchitect británico Norman Foster, fue demorado por la crisis económica de 2008 y en 2010 resurgió como proyecto a concluirse en etapas. Se sostiene que se trataría del emprendimiento con mayor valor por metro cuadrado de todo Puerto Madero.

## Edificios de oficinas

### Edificios Costeros
Un conjunto de cuatro edificios idénticos ubicados frente al dique. Fueron proyectados para IRSA por los estudio MSGSSS, Urgell-Penedo-Urgell y Baudizzone-Lestard-Varas. Tienen planta baja y cinco pisos, respetando la altura de los antiguos edificios de almacenamiento que se encuentran del otro lado del espejo de agua.

## Edificios residenciales

### Torres El Faro
Dos torres de viviendas de 160 metros de altura, terminadas entre 2003 y 2005. Fueron proyectadas por el estudio Dujovne-Hirsch y Asociados y se caracterizan por los cuatro puentes que las interconectan en diferentes plantas.

### Terrazas de Puerto Madero
Un gran volumen de planta baja y nueve pisos de altura dividido en cuatro partes independientes, fue proyectado por el estudio Fernández Prieto y Asociados. En total son 377 departamentos, distribuidos alrededor de un gran jardín central.

### Santa María del Puerto
Un complejo de viviendas de cuatro edificios que se destacan por detalles exteriores con reminiscencias francesas, como una imitación de mansarda realizada en metal. También fue proyectado por el estudio Peralta Ramos SEPRA, junto con Robirosa-Beccar Varela-Pasinato.
- Torres Mulieris

Un conjunto de dos torres residenciales de 162 metros de altura, proyectadas por el estudio MSGSSS. Son notables por su planta triangular y su remate que consiste en un volumen cilíndrico rodeado por tres círculos blancos que de noche lo iluminan. 
- Chateau Puerto Madero

Una torre residencial de 156 metros de altura, controvertida por aplicar la arquitectura del academicismo francés a un edificio de este tipo. Tiene un volumen central acompañado por dos cuerpos laterales de menor altura, los tres rematados por mansardas de pizarra, y su acceso resulta imponente por una gran reja con ornamentaciones clásicas de hojas doradas que rodean las siglas "CH".

## Proyectos
- Hotel de las Estrellas
- Torre Hotel Único

Un proyecto frustrado, que resultaría en la torre más alta de Buenos Aires, con 220 metros de altura y destinada tanto a hotel como a oficinas y viviendas. Fue propuesta por el arquitecto español Francisco Mangado, contratado por el grupo español Rayet, que abandonó el proyecto en 2010.
- Lumiére Madero

Un edificio de oficinas que compartiría la manzana con uno de los dos edificios del Aleph Residences de Alan Faena.

## Docks
- Dock 9
- Dock 10
- Dock 11
- Dock 12

## Otros
- Fuente de las Nereidas
- Pabellón de las Artes